# Смирнов, Владимир Степанович
Влади́мир Степа́нович Смирно́в (1895, Санкт-Петербург — 1918, Таганрог) — участник Гражданской войны, большевик-подпольщик.

## Биография
В 1916 году приехал в Таганрог, поступил работать на Русско-Балтийский снарядный завод и вскоре стал одним из руководителей революционной борьбы на заводе. 
30 сентября 1917 года был избран в состав городского большевистского комитета. Непосредственно участвовал в боях против юнкеров и принимал активное участие в вооружённом восстании на котельном заводе в январе 1918 года. Во время разведывательной операции был схвачен юнкерами и расстрелян у ворот завода.

## Память
- В 1922 году в Таганроге в честь В. С. Смирнова был назван переулок Смирновский (ранее — Кладбищенский).
- В 1925 году Таганрогский котельный завод был переименован в Госзавод «Красный котельщик» имени товарища Смирнова[2].
- В январе 1958 года в Таганроге на пересечении пер. Смирновского и ул. Свердлова был установлен бюст В. С. Смирнова. Первый вариант памятника был открыт в январе 1958 года в честь 40-летия установления в городе Советской власти. Автор бюста — скульптор В. В. Руссо. В 1980 году бюст заменили на новый работы скульптора А.С. Чаркина (1937-2017)[3].